# Línea 21 (Avanza Zaragoza)
La línea 21 es una línea regular diurna de Avanza Zaragoza que realiza el recorrido comprendido entre el barrio Jesús y el barrio de Miralbueno.
En el barrio de Miralbueno realiza el terminal en el Camino del Pilón, junto a la calle de lagos de Coronas con enlace a las línea 53 dirección Miralbueno. Al otro lado en plaza Mozart, una vez pasado Marqués de la Cadena continúa por la calle Enrique Castejón a calle Cosuenda, Tarda, aproximadamente, entre 50 y 55 minutos en realizar todo el recorrido.
Tiene una frecuencia media de 8 minutos.
Fue la primera línea de autobús de Zaragoza, inaugurada el año 1955 entre la plaza del Pilar y la plaza paraiso. A partir de entonces las líneas de autobuses se empezarón a inaugurar del número 20 hacia adelante, porque entre el 1 y el 17 eran líneas de tranvías (y tres líneas de trolebús sin número). Cuando desaprecieron los tranvías en la ciudad, las líneas de autobuses siguieron creciendo pero nunca se utilizaron números más bajos que el 20, por eso en la ciudad de Zaragoza no hay líneas entre el 1 y el 20.

## Recorrido

### Sentido Miralbueno
Cosuenda, Marqués de la Cadena, Plaza Mozart, Avenida Cataluña, Muel, Avenida Puente del Pilar, San Vicente de Paúl, Coso, Paseo Independencia, Paseo Pamplona, Paseo María Agustín, Plaza del Portillo, Avenida Madrid, Alfredo Nobel, Agustín Príncipe, Pedro Porter, Jerónimo Cáncer, San Alberto Magno,Lagos de Coronas, Ibon de Astun, Lagos de Barbarisa, Camino del Pilón

### Sentido Barrio Jesús
Camino del Pilón, Lagos de Coronas, Antonio Leyva, Antonio Leyva, Alfredo Nobel, Avenida Madrid, Paseo María Agustín, Paseo Pamplona, Paseo Independencia, Coso, Avenida Puente del Pilar, Avenida Cataluña, Plaza Mozart, Marqués de la Cadena, Enrique Castejón, Cosuenda

## Historia
La línea 21, fue la primera línea de autobús creada en Zaragoza, ésta fue creada en el año 1955.
A lo largo de su historia ha tenido los siguientes recorridos:
- PLAZA DEL PILAR-PLAZA PARAÍSO
- PLAZA DEL PILAR-VÍA HISPANIDAD
- PLAZA PARAÍSO-OLIVER
- SAN VICENTE DE PAÚL-OLIVER
- PASEO LONGARES-OLIVER
- PLAZA MOZART-OLIVER
- BARRIO JESÚS-MIRALBUENO
- BARRIO JESÚS - OLIVER / MIRALBUENO

En el año 2010, la línea 21, fue la decimocuarta más usada en todo el año. Y también, en ese mismo año, se le asignaron a la línea, 11 vehículos. Actualmente suele llevar en sus vehículos carrocerías: Man NL283F Castrosua City Versus e Irizar ie tram.
Actualmente la línea 21 es de las más usadas. Fue usada por casi 5 millones de usuarios en el año 2023.